# Bote de Colón
«Bote de Colón» —originalmente: «Quiero ser un bote de Colón»—  Es una canción interpretada por el grupo español Alaska y los Pegamoides, escrita por Carlos Berlanga. Fue lanzada junto al sencillo «Otra dimensión» y, más tarde, fue incluida en el álbum recopilatorio Alaska y los Pegamoides (1982).
Compuesta como una pieza de pop punk, destaca por el uso de secuenciadores en su instrumentación. En la canción, la voz de Alaska se caracteriza por el uso del falsete.

## Antecedentes
«Bote de Colón» fue escrita por Berlanga entre 1978 y 1979, siendo una de sus primeras composiciones. La letra de la canción hace una clara referencia a la marca de detergentes "Colón".
La canción incorpora influencias de la cultura pop vinculada a Andy Warhol y del punk rock, destacándose por su letra sencilla y repetitiva, así como por su duración, que no alcanza los dos minutos. Además, «Bote de Colón» fue una de las primeras canciones en España en utilizar un secuenciador, y su sonido electrónico ha llevado a algunos a compararla con «I Feel Love» de Donna Summer.

## Recepción

### Comentarios de la crítica
«Bote de Colón» recibió comentarios positivos de los críticos de música contemporánea. El portal de información de música española Lafonoteca calificó la canción de «maravilla kitsch de la electrónica emergente». También elogió su letra simple, la música de las palomitas y el falsete «bien dispuestos para poner en entredicho algo tan en boga como la fama». 

## Créditos y personal
- Alaska: voz, producción
- Carlos G. Berlanga: composición, producción
- Ignacio Canut: bajo eléctrico, producción
- Ana Curra: sintetizador, teclado, secuenciador, producción
- Eduardo Benavente: batería, percusión, producción
- José María Díez: ingeniería de sonido
- Gorka-Duo: diseño, fotografía

Notas adaptadas del sencillo de 7 pulgadas de «Otra dimensión».